# 延寶
延寶是日本的年號之一。在寬文之後，天和之前。指1673年到1681年的期間。這個時代的天皇是靈元天皇。江戶幕府的將軍是德川家綱、德川綱吉。

## 改元
- 寬文13年9月21日（公元1673年10月30日） 因京都大火等災異而改元
- 延寶9年9月29日（公元1681年11月9日） 改元為天和

## 出典
出自《隋書·音樂志》之「分四序、綴、三光、延寶祚、渺無疆」。

## 西元對照表
| 延寶 | 元年   | 2年    | 3年    | 4年    | 5年    | 6年    | 7年    | 8年    | 9年    |
| ---- | ------ | ------ | ------ | ------ | ------ | ------ | ------ | ------ | ------ |
| 西曆 | 1673年 | 1674年 | 1675年 | 1676年 | 1677年 | 1678年 | 1679年 | 1680年 | 1681年 |
| 干支 | 癸丑   | 甲寅   | 乙卯   | 丙辰   | 丁巳   | 戊午   | 己未   | 庚申   | 辛酉   |

## 相關項目
| 前一年號： 寬文 | 日本年號 | 下一年號： 天和 |